# Qixia
För andra betydelser, se Qixia (olika betydelser).
Qixia är ett innerstadsdistrikt i provinshuvudstaden Nanjing i Jiangsu-provinsen i östra Kina.